# Batarija
Batarija je nogometno igralište u Trogiru, na kojem igra HNK Trogir. 
To igralište je jedinstveno u svijetu po tome što se nalazi između 2 zaštićena spomenika kulture - kule Kamerlengo i kule sv. Marka.

## Vanjske poveznice
|  | Zajednički poslužitelj ima još gradiva o temi Stadion Batarija, Trogir |